# Astyochia marginea
Astyochia marginea är en fjärilsart som beskrevs av Paul Dognin 1907. Astyochia marginea ingår i släktet Astyochia och familjen mätare. Inga underarter finns listade i Catalogue of Life.